# Lamproplax picea
Lamproplax picea är en insektsart som först beskrevs av Flor 1860.  Lamproplax picea ingår i släktet Lamproplax, och familjen fröskinnbaggar. Arten är reproducerande i Sverige.